# Molophilus soror
Molophilus soror är en tvåvingeart som beskrevs av Alexander 1927. Molophilus soror ingår i släktet Molophilus och familjen småharkrankar. Inga underarter finns listade i Catalogue of Life.